# Estampida del monte Merón
La estampida del monte Merón fue una estampida humana que tuvo lugar en la madrugada del 30 de abril de 2021 en el monte Merón, al norte de Israel, durante la multitudinaria peregrinación anual de la festividad judía de Lag Ba'omer. Al menos 45 personas fallecieron en el incidente (38 en el acto) y unas 150 resultaron heridas, muchas de ellas de gravedad. Se trata del peor desastre antropogénico de la historia de Israel.
Según testigos, alrededor de la una de la madrugada unas 1000 personas que estaban cruzando un camino estrecho de la montaña, directamente por encima de la salida del recinto donde se llevaban a cabo las celebraciones, se cayeron sobre las personas que salían del recinto hacia un pasillo de suelo metálico. El aplastamiento se produjo cuando dichas personas, durante la huida, se resbalaron sobre las escaleras de piedra a la salida del pasillo, produciendo el efecto de un cuello de botella. Según fuentes del gobierno, el número de personas en el recinto superó con creces el aforo del lugar.
El evento anual del monte Merón, un lugar de significado especial en la tradición religiosa judía, atrae a decenas de miles de peregrinos ultraortodoxos cada año. El 29 de abril de 2021, tras un largo período de eventos religiosos limitados por la pandemia de COVID-19, se juntaron unos 100 000 religiosos para la celebración anual en torno a la tumba del rabino Simeón Bar Yojái, que según la tradición judía está enterrado en este lugar.

## Antecedentes

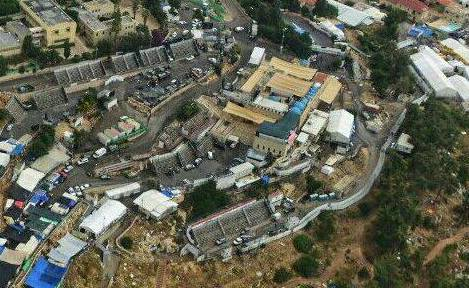
Preparativos de la policía para a celebración de Shimon bar Yochai en el Monte Meron, en mayo de 2016

Muchos judíos, la mayoría judíos Haredi, tradicionalmente se reúnen para el Lag Ba'omer en la tumba del tanaíta del siglo II Shimon bar Yochai, en el Monte Meron, para danzar y encender hoguerass. En 2020, Israel restringió la peregrinación debido a la pandemia de COVID-19. El Gobierno de Israel permitió la peregrinación en 2021 y dispensó el límite de 1000 participantes debido al COVID-19. Eso fue cancelado como parte de un acuerdo con funcionarios del Ministerio de Servicios Religiosos, que exigía que los participantes fuesen vacunados contra el coronavirus. El evento fue el mayor evento realizado en Israel desde el inicio de la pandemia em 2020.
Aparte de eso, por primera vez en 13 años, la celebración en el Monte Meron aconteció entre jueves y viernes, y la celebración fue limitada a una máximo de 14 horas, cuando tres hogueras fueran encendidas al mismo tiempo cada una por un Rebe, con aproximadamente tres mil personas en cada hoguera. O local estava limitado a 10000 pessoas, pero aproximadamente 100000 habían llegado al lugar, que era mayor de lo que la multitud restringida em 2020, pero menos de que las centenas de millares de personas en los años anteriores.
No fue la primera vez que peregrinos en el Monte Meron murieran en un accidente: el 15 de mayo de 1911, once personas murieron cuando una multitud de cerca de 10000 personas llenó el complejo y una tribuna de un mirador desabou. Cerca de 100 personas cayeron de una altura de cerca de 7,6 metros; siete murieron en el lugar y otras cuatro en los siguientes días del incidente. 40 personas resultaron heridas.
Un informe de 2008 realizado por el Controlador del Estado de Israel concluyó que el lugar no es adecuado para la cantidad de visitantes anuales. Tras el relatorio de 2011, el estado declaró que asumiría el control del lugar, pero una decisión revirtió la medida en 2020.

## Estampida
Cuatro grupos religiosos supervisan diferentes partes del complejo, con el Toldot Aharon dirigiendo la parte donde ocurrió el incidente.  Según relatos de testigos, el evento se llevó a cabo en un área vallada que resultó excesivamente confinada. En ese momento, el área restringida estaba llena con hasta 20.000 personas. Después de la ceremonia del encendido, y cuando comenzó el baile, cientos de personas se fueron. El camino de salida era una pendiente estrecha y empinada con un piso de metal liso. No había policías ni servicios de rescate que gestionaran el flujo hacia la pasarela.  Sin nada a lo que agarrarse, la multitud se apoyó el uno en el otro. El camino luego conduce a escalones antes de un túnel estrecho. Cerca de la 01:00, algunos participantes comenzaron a resbalar y caer, ya sea en la pendiente de metal o en los escalones de piedra, y fueron pisoteados y asfixiados por aquellos detrás. Cuando la multitud se movió hacia las puertas, comenzó una aglomeración. La multitud rompió las barreras laterales del camino, creando salidas arregladas para que algunos pudieran liberarse.
Según un testigo, la seguridad bloqueó el pasillo e impidió que la gente saliera. Cuando la gente comenzaba a perder el conocimiento debido a que el enamoramiento les impedía respirar, la policía finalmente abrió las puertas para permitir que la gente pasara. El enamoramiento se produjo cuando un gran número de personas intentaron salir al mismo tiempo por el estrecho pasillo [33]. Otros testigos dijeron que el camino estaba resbaladizo por el agua y el jugo derramados. Otro testigo recordó "cientos de personas gritando 'No puedo respirar'".
Los sobrevivientes describieron estar enterrados bajo montones de personas y pensar que iban a morir porque no podían respirar. Los rescatistas hablaron de "tantos muertos ... unos encima de otros". Los pasamanos de metal estaban doblados y torcidos por la presión. El personal de emergencia intentó realizar resucitación cardiopulmonar a las víctimas que no respondían, pero luego se dio cuenta de que estaban pasando tiempo con los muertos mientras otros estaban vivos, pero en peligro de muerte. Los propios socorristas quedaron traumatizados por la experiencia; Se organizó una terapia de grupo para tratar de prevenir el trastorno de estrés postraumático.
Mientras los médicos intentaban llegar a los heridos, el ex rabino principal israelí Yisrael Meir Lau permaneció en el escenario pidiendo calma y recitando salmos para los heridos. Se impidió el ingreso de 300 autobuses de rescate al sitio debido a las vías de acceso bloqueadas . Se enviaron seis helicópteros para evacuar a los heridos. El servicio de telefonía celular se bloqueó debido a la cantidad de personas que intentaban ponerse en contacto con sus familias.

## Investigación
Tras una investigación inicial, la policía israelí dijo que el enamoramiento no se podía evitar y que se estaba inspeccionando el lugar en busca de fallas estructurales, pero que el escenario de personas resbalando por las escaleras estaba fuera del control policial. Sin embargo, el comandante de la policía del distrito norte, Shimon Lavi, dijo que "tiene toda la responsabilidad". La policía emitió un comunicado de que el paso había sido autorizado por todas las autoridades pertinentes y que habían entendido que el evento sería anormalmente grande. Mordechai Halperin, exalcalde de moshav Meron, la autoridad local en la que se encuentra el lugar, lo impugnó Mordechai Halperin, quien dijo que el pasaje que estrechaba una ruta de escape se construyó sin ningún permiso de construcción y en contra de sus enérgicas objeciones. Muchos comentaristas también sugirieron que la amplia autonomía de la comunidad Haredi en Israel fue un factor importante que contribuyó a la catástrofe.
El 3 de mayo, el contralor del Estado Matanyahu Englman anunció una auditoría de los eventos que llevaron al desastre, que también recomendaría políticas para futuros eventos masivos. No se tomó ninguna decisión sobre la creación de una comisión estatal de investigación en ese momento. El primer ministro Benjamin Netanyahu prometió una investigación estatal exhaustiva, pero no especificó ningún detalle.
El 10 de mayo, la policía arrestó al ingeniero de seguridad que había aprobado la celebración de Lag Ba’omer y a su asistente. Los investigadores también dijeron que los oficiales superiores de policía deben ser interrogados, como sospechosos más que como testigos. De la investigación en ese momento parecía que la razón principal del hacinamiento y la presión en el recinto de la hoguera de Toldot Aharon, fuera del cual ocurrió el desastre, fue que la policía permitió que el tribunal jasídico mantuviera su hoguera en un momento diferente al de las otras hogueras en el compuesto. Como resultado, la multitud no se dispersó entre varias hogueras como era habitual, sino que miles adicionales se agolparon para ver la hoguera de Toldot Aharon. No había policías apostados a la salida del complejo; La policía llegó solo 10 minutos después de que la multitud se abrió paso por la salida hacia la pasarela cercana, lo que provocó la aglomeración. En esta etapa, los cargos de causar la muerte por negligencia se consideraron más apropiados que el cargo más grave de causar la muerte asumiendo un riesgo irresponsable.

## Consecuencias
El aplastamiento fue el desastre civil más mortífero en la historia del Estado de Israel, superando el incendio forestal del Monte Carmelo de 2010 que mató a 44 personas. Netanyahu lo calificó como una "gran tragedia" y dijo que todos estaban orando por las víctimas.También declaró el 2 de mayo de 2021 como día nacional de duelo. Se cancelaron varias actividades culturales. El presidente Reuven Rivlin ofreció sus condolencias a las víctimas.
También se expresaron condolencias funcionarios de muchas autoridades, incluidos varios gobiernos árabes, la Unión Europea, el Reino Unido y los Estados Unidos. La Administración de Cruces Fronterizos, Población e Inmigración de Israel declaró que se había definido una "ruta rápida" para ingresar a Israel para permitir que las familias de los heridos y fallecidos ingresaran a Israel.  El 3 de mayo de 2021, la autoridad israelí para los lugares sagrados recibió un decreto que requería un permiso del comisionado de policía israelí para realizar cualquier celebración. Antes del decreto solo se requería un permiso del jefe de policía regional.